# Laura Freigang
Laura Freigang (Kiel, 1 de febrer de 1998) és una futbolista alemanya. Juga com a davantera en el Eintracht Frankfurt de la Bundesliga Femenina d'Alemanya. És internacional amb la selecció d'Alemanya.

## Trajectòria
Freigang va començar a jugar al futbol en el FSV Oppenheim. Després de nou anys en el club, va unir-se al Holstein Kiel en 2011, jugant els seus primers partits amb les categories inferiors de l'equip en la B-Juniorinnen-Bundesliga 2012-13. Va debutar a la lliga el 3 de novembre de 2012, i feu dos gols contra el Werder Bremen en el seu primer partit. Li va seguir un altre punt en un total de huit aparicions en la temporada. En el certamen següent, la davantera es va convertir en una peça integral de l'equip juvenil, marcant 15 gols en 17 aparicions, la qual cosa la va convertir en la cinquena millor artillera de la regió Nord/Nord-est.

### TSV Schott Mainz (2014-2016)
Després de tres anys en Kiel, Freigang va tornar a Renània-Palatinat en 2014, al club TSV Schott Mainz de la lliga regional. En la primera temporada, va marcar 20 gols en 18 partits, la qual cosa la va convertir en la tercera major golejadora en tota la lliga. La temporada 2014-15, el TSV Schott es va consagrar campió invicte i va aconseguir l'ascens a la segona divisió. En la primera temporada en la segona categoria, la davantera va marcar 4 gols en 13 partits.
L'agost de 2016, Freigang va obtindre una beca esportiva en la Universitat Estatal de Pennsilvània i es va unir al seu equip de futbol universitari, en la Big Ten Conference. Freigang va fer un gol en el primer partit de la temporada i després va ser nomenada Rookie de la Setmana.

### Eintracht Frankfurt (2018-)
El juliol de 2018 fitxa pel FFC Frankfurt de cara a la temporada 2018-19 de la Bundesliga Femenina. L'equip finalitzà en cinquè lloc, acumulant 10 gols en 20 partits. En la temporada 2019-20 va ser la tercera màxima golejadora de la lliga amb 16 gols en 22 partits, mentre que el seu equip va acabar en sisé lloc.
El juliol de 2020, el FFC Frankfurt es va fusionar amb el club de futbol masculí Eintracht Frankfurt.

## Selecció

### Categories inferiors
Freigang va debutar en la selecció sub-15 d'Alemanya en 2013. En el combinat sub-16, va marcar 4 gols en 7 partits. En la Copa Nòrdica de seleccions sub-16 de 2014, va marcar dos gols, inclòs el 2-0 en la final davant Suècia. Va ser convocada per primera vegada a la selecció alemanya sub-17 per a disputar la Copa Mundial Sub-17 de 2014 a Costa Rica, entrant com a suplent en dos partits. L'equip nacional va quedar fora en la fase de grups.
El 2015, va debutar en la selecció sub-19, i va participar en tres campionats d'Europa de 2015 a 2017. Va marcar dos gols en total i va arribar a semifinals en 2015 i 2017. Freigang va acumular 24 partits internacionals per a la selecció sub-19, en els quals va fer 16 gols.
En 2015, va debutar amb la selecció sub-20. Va ser eliminada en els quarts de final de la Copa Mundial Sub-20 de 2016 i 2018, arribant a marcar dos gols en l'última. En total, va marcar 7 gols en 17 partits internacionals amb la sub-20.

### Selecció absoluta
El 7 de març de 2020, va debutar amb la selecció absoluta d'Alemanya entrant com a substituta en la semifinal de la Copa Algarve 2020 contra Noruega. Va fer el primer gol internacional el 22 de setembre de 2020 en la victòria 3-0 en l'eliminatòria de l'Eurocopa contra la selecció de Montenegro, posant el marcador 1-0 en el segon minut. En el seu tercer partit internacional el 27 de novembre de 2020, va marcar un hat trick en la victòria 6-0 en la classificació per al Campionat d'Europa contra Grècia.